# Liste der Kulturdenkmäler in Kasel (bei Trier)
In der Liste der Kulturdenkmäler in Kasel sind alle Kulturdenkmäler der rheinland-pfälzischen Ortsgemeinde Kasel aufgeführt. Grundlage ist die Denkmalliste des Landes Rheinland-Pfalz (Stand: 8. Februar 2023).

## Einzeldenkmäler
| Bezeichnung                                                 | Lage                                         | Baujahr                         | Beschreibung | Bild                           |
| ----------------------------------------------------------- | -------------------------------------------- | ------------------------------- | --- | ------------------------------ |
| Wegekreuz                                                   | Am Kreuzchen, Ecke Feller Straße Lage        | 17. Jahrhundert                 | Schaftkreuz, 17. Jahrhundert | Fotos hochladen                |
| Hofgut des Klosters St. Maria ad Martyres                   | Bahnhofstraße 1 Lage                         | 18. Jahrhundert                 | ehemaliges Hofgut des Trierer Klosters St. Maria ad Martyres; barocke Parallelbauten in Ummauerung, 18. Jahrhundert | Fotos hochladen                |
| Keltergebäude des Dominikaner-Weinguts C. von Nell-Breuning | Bahnhofstraße 37 Lage                        | Ende des 19. Jahrhunderts       | gestreckte, gegliederte Baugruppe, Heimatstil, Ende des 19. Jahrhunderts | weitere Bilder Fotos hochladen |
| Weingut                                                     | Hauptstraße 1 Lage                           | um 1910                         | Weingut; neubarocke Mansardwalmdach-Villa und -Kelterhaus, um 1910 | Fotos hochladen                |
| Katholische Pfarrkirche St. Nikolaus                        | Hauptstraße 25 Lage                          | 1781                            | Kernbau 1781, Erweiterung zur dreischiffigen Basilika mit Chorturm 1926/27, Architekt Joseph Monz; ortsbildprägend; in Kirchmauer und Kirchhofmauer eingemauert: Grabkreuze des 18. und frühen 19. Jahrhunderts, Grabplatte, Grabsteine | weitere Bilder Fotos hochladen |
| Wohnhaus                                                    | Heiligenbungert 1 Lage                       | 1914                            | Wohnhaus, eingeschossiger Mansardwalmdachbau, 1914, Erweiterung 1920/21 | Fotos hochladen                |
| Weingut                                                     | Neustraße ohne Nummer Lage                   | Anfang des 20. Jahrhunderts     | Winzeranwesen; eingeschossiger Putzbau, teilweise Zierfachwerk, Heimatstil, Anfang des 20. Jahrhunderts | BW                             |
| Kreuze                                                      | Oberstraße, bei Nr. 11 auf dem Friedhof Lage | 1663 und spätes 19. Jahrhundert | Friedhofskreuz, spätes 19. Jahrhundert; Schaftkreuz, bezeichnet 1663 | Fotos hochladen                |
| Quereinhaus                                                 | St. Irminenstraße 7 Lage                     | Mitte des 19. Jahrhunderts      | Kleingehöft; Quereinhaus, Mitte des 19. Jahrhunderts; | BW                             |
| Hofgut der Abtei St. Irminen                                | St. Irminenstraße 8/8a/8b Lage               | 18. Jahrhundert                 | ehemaliges Hofgut der Abtei St. Irminen; stattliche barocke Streckhofanlage, 18. Jahrhundert, im Kern älter | weitere Bilder Fotos hochladen |
| Marienkapelle                                               | nordwestlich des Ortes am Timpertsweg Lage   | um 1900                         | Lourdeskapelle, um 1900 | BW                             |